# Чемпіонат України з гандболу серед чоловіків 2014—2015
Чемпіонат України з гандболу серед чоловіків 2014/2015 — двадцять четвертий чемпіонат України.

## Суперліга
| № | Команда              | І  | В  | Н | П  | М       | О  |
| - | -------------------- | -- | -- | - | -- | ------- | -- |
|   | «Мотор» Запоріжжя    | 20 | 19 | 0 | 1  | 677-405 | 38 |
|   | ЗТР Запоріжжя        | 20 | 17 | 0 | 3  | 612-437 | 34 |
|   | ЦСКА Київ            | 20 | 10 | 0 | 10 | 542-550 | 20 |
| 4 | «ЗНТУ-ЗАБ» Запоріжжя | 19 | 8  | 0 | 11 | 521-582 | 16 |
| 5 | «Олімпус» Кишинів    | 15 | 1  | 0 | 14 | 381-494 | 2  |
| 6 | «Динамо» Полтава     | 16 | 0  | 0 | 16 | 274-539 | 0  |